# Вотербери (Конектикат)
Вотербери (енгл. Waterbury) град је у америчкој савезној држави Конектикат. По попису становништва из 2010. у њему је живело 110.366 становника.

## Демографија
Према попису становништва из 2010. у граду је живело 110.366 становника, што је 3.095 (2,9%) становника више него 2000. године.
|                   | 2010.            | 2000.            |
| Укупно            | 110 366 (100,0%) | 107 271 (100,0%) |
| Белци             | 50 081 (45,38%)  | 62 406 (58,18%)  |
| Хиспаноамериканци | 34 446 (31,21%)  | 23 354 (21,77%)  |
| Афроамериканци    | 22 138 (20,06%)  | 17 500 (16,31%)  |
| Азијати           | 1 989 (1,802%)   | 1 615 (1,506%)   |
| Остали            | 1 712 (1,551%)   | 2 396 (2,234%)   |

## Партнерски градови
- Струга